# ژرار لانون
ژرار لانون (فرانسوی: Gérard Lanvin‎؛ تلفظ فرانسوی: [ʒeʁaːʁ lɑ̃vɛ̃]؛ زادهٔ ۲۱ ژوئن ۱۹۵۰) هنرپیشه اهل فرانسه است.
از فیلم‌ها یا برنامه‌های تلویزیونی که وی در آن نقش داشته‌است می‌توان به طعم دیگران، بال یا ران، غریزه جنایت، قهرمان‌ها دهانشان بوی شیر نمی‌دهد، و مرد من اشاره کرد.
وی همچنین برندهٔ جوایزی همچون جایزه سزار شده‌است.